# Liga dos Campeões da CAF de 1995
A Copa Africana dos Campeões de 1995 foi a 31ª edição da competição anual internacional de futebol de clubes realizada na região da CAF (África). O Orlando Pirates, da África do Sul, venceu a final e tornou-se pela primeira vez campeão da Africa.

## Clubes classificadas
| Pais                           | Equipe                     |
| ------------------------------ | -------------------------- |
| África do Sul                  | - Orlando Pirates          |
| Angola                         | - Petro Atlético           |
| Argélia                        | - US Chaouia               |
| Benim                          | - Dragons de l'Ouémé       |
| Botswana                       | - Lobatse CS Gunners       |
| Burquina Fasso                 | - Etoile Filante           |
| Burundi                        | - Maniema FC               |
| Cabo Verde                     | - CD Travadores            |
| Camarões                       | - Aigle Nkongsamba         |
| Costa do Marfim                | - ASEC Mimosas             |
| Djibuti                        | - Force Nat. Sécurité      |
| Egito                          | - Ismaily                  |
| Gana                           | - Ashanti Gold             |
| Gabão                          | - Mbilinga FC              |
| Gâmbia                         | - Real Banjul              |
| Guiné                          | - Horoya AC                |
| Lesoto                         | - Lesotho Defence Force FC |
| Libéria                        | - NPA Anchors              |
| Ilhas Maurícias                | - Fire Brigade SC          |
| Mali                           | - Stade Malien             |
| Moçambique                     | - CD Costa do Sol          |
| Nigéria                        | - BCC Lions                |
| Reunião                        | - JS Saint-Pierroise       |
| República Democrática do Congo | - AS Vita Club             |
| República do Congo             | - Étoile du Congo          |
| Sudão                          | - Al Hilal                 |
| Essuatíni                      | - Eleven Men in Flight     |
| Tanzânia                       | - Simba SC                 |
| Tunísia                        | - Espérance ST             |
| Togo                           | - AC Semassi FC            |
| Uganda                         | - Express FC               |
| Zâmbia                         | - Power Dynamos            |
| Zimbabwe                       | - Dynamos                  |

## Rodada preliminar
| Equipe 1             | Total      | Equipe 2          | 1.º jogo | 2.º jogo |
| -------------------- | ---------- | ----------------- | -------- | -------- |
| Eleven Men in Flight | 4–4 (4–2p) | Extension Gunners | 2–2      | 2–2      |

## Primeira-Rodada
| Equipe 1             | Total       | Equipe 2        | 1.º jogo | 2.º jogo |
| -------------------- | ----------- | --------------- | -------- | -------- |
| Eleven Men in Flight | 0–5         | Orlando Pirates | 0–3      | 0–2      |
| Fire Brigade         | 3–1         | Costa do Sol    | 3–0      | 0–1      |
| Dynamos              | 2–0         | Al-Hilal        | 1–0      | 1–0      |
| Maniema              | 0–2         | Ismaily         | 0–1      | 0–1      |
| Defence Force        | 2–6         | Saint Pierroise | 2–2      | 0–4      |
| Force Nationale      | 0–9         | Express         | 0–2      | 0–7      |
| Étoile du Congo      | 3–3 (g.f)   | Aigle Royal     | 3–2      | 0–1      |
| Étoile Filante       | 2–5         | Espérance       | 1–1      | 1–4      |
| semassi              | 0–2         | Lions           | 0–1      | 0–1      |
| Real Banjul          | 1–0         | Travadores      | 1–0      | 0–0      |
| Mbilinga             | 6–4         | Vita            | 4–0      | 2–4      |
| Petro Atlético       | 2–5         | Mimosas         | 1–2      | 1–3      |
| Power Dynamos        | 2–2 (3–4 p) | Simba           | 1–1      | 1–1      |
| NPA Anchors          | 1–8         | Ashanti Gold    | 0–0      | 1–8      |
| Stade Malien         | 2–1         | Horoya          | 1–0      | 1–1      |
| US Chaouia           | w/o         | Dragons         | —        | —        |

## Oitavas-Finais
| Equipe 1     | Total | Equipe 2         | 1.º jogo | 2.º jogo |
| ------------ | ----- | ---------------- | -------- | -------- |
| Real Banjul  | 0–6   | Mbilinga         | 0–2      | 0–41     |
| Lions        | 1–2   | Orlando Pirates  | 1–1      | 0–1      |
| Mimosas      | 4–2   | Simba            | 2–1      | 2–1      |
| Ashanti Gold | 1–0   | Stade Malien     | 1–0      | 0–0      |
| Espérance    | 4–0   | Fire Brigade     | 2–0      | 2–0      |
| Ismaily      | 8–1   | Saint Pierroise  | 5–0      | 3–1      |
| Dynamos      | 4–3   | US Chaouia       | 1–1      | 3–2      |
| Express      | 3–1   | Aigle Nkongsamba | 3–0      | 0–1      |

1 O jogo foi abandonado aos 70 minutos, com o Mbilinga FC vencendo por 4-0, depois de o Real Banjul ter saído do campo para protestar contra o árbitro; O Real Banjul foi expulso da competição e banido das competições da CAF por um ano.

## Quartas-Finais
| Equipe 1     | Total | Equipe 2        | 1.º jogo | 2.º jogo |
| ------------ | ----- | --------------- | -------- | -------- |
| Ashanti Gold | 0–2   | Mimosas         | 0–2      | 0–0      |
| Mbilinga     | 2–4   | Orlando Pirates | 2–1      | 0–3      |
| Express      | 2–2   | Dynamos         | 0–1      | 2–1      |
| Espérance    | 0–1   | Ismaily         | 0–1      | 0–0      |

## Semi-Finais
| Equipe 1        | Total | Equipe 2 | 1.º jogo | 2.º jogo |
| --------------- | ----- | -------- | -------- | -------- |
| Ismaily         | 2–5   | Mimosas  | 1–0      | 1–5      |
| Orlando Pirates | 2–1   | Express  | 1–0      | 1–1      |

## Final
| Equipe 1        | Total | Equipe 2 | 1.º jogo | 2.º jogo |
| --------------- | ----- | -------- | -------- | -------- |
| Orlando Pirates | 3–2   | Mimosas  | 2–2      | 1–0      |

## Campeão
| Liga dos Campeões da CAF 1995 campeão |
| ------------------------------------- |
| África do Sul                         |
| Orlando Pirates Primeiro Titúlo       |